# Адолф Ерик Норденшелд
Барон Нилс Адолф Ерик Норденшелд (правилно Нурденшьолд) (на шведски: Nils Adolf Erik Nordenskiöld) е шведски геолог, географ, полярен изследовател, член на Кралската шведска академия на науките (1858), член-кореспондент на РАН.

## Произход и младежки години (1832 – 1858)
Роден е на 18 ноември 1832 година във Хелзингфорс (сега Хелзинки), Финландия, в семейство на учен-минералог от шведски произход. По това време Финландия е в пределите на Руската империя. Баща му – директор на финландския минен департамент – много пътува по Финландия, Русия и страните в Европа, нерядко взима и сина със себе си, и той рано се пристрастява към колекционирането на минерали, насекоми и растения и четенето на научно-популярна и научна литература.
През 1849 г. Норденшелд, ненавършил още 17 години, набързо взема изпитите за гимназиалния курс и постъпва във физико-математическия факултет на Хелзинкския университет. През 1853 г., заедно с баща си, посещава Тагилските железни и медни рудници в Урал.
През 1855 г. защитава магистърска дисертация и получава предложение да заеме длъжността управител на университетския минералогичен музей. Обстоятелствата, че се включва в студентското движение за независимост на Финландия му попречват да заеме поста и го принуждават да емигрира в Швеция. Там му оказват радушен прием, като го назначават за завеждащ колекцията от минерали в естествено-историческия музей в Стокхолм и през 1858 го избират за професор и член на Кралската шведската академия на науките.

## Изследователска дейност (1858 – 1880)

### Експедиции в Шпицберген (1858 – 1872)
В периода 1858 – 1872 г. извършва пет експедиции в Шпицберген, където извършва геоложки изследвания и прави множество открития в архипелага.
През 1858 и 1861 г. участва в две експедиции в Шпицберген, възглавявани съответно от шотландеца Джеймс Ламонт и шведския геолог Ото Мартин Торел. По време на първата експедиция открива изкопаеми растения от третичния период – дъб, топола, магнолия, които са свидетелство за съвършено различния климат в този регион в далечното минало. Изказва предположение за наличието на промишлени запаси от въглища на архипелага, което впоследствие напълно се потвърждава. По време на втората експедиция извършва всестранно изследване на западното крайбрежие на архипелага.
През пролетта и лятото на 1864 г. вече самостоятелно възглавява трета експедиция до Шпицберген на кораба „Аксел Тордсен“. Картирани са бреговете на заливите Ис фиорд (78°20′ с. ш. 15°00′ и. д. / 78.333333° с. ш. 15° и. д.), Белсун (77°45′ с. ш. 15°00′ и. д. / 77.75° с. ш. 15° и. д.) и Хорнсун (76°58′ с. ш. 15°44′ и. д. / 76.966667° с. ш. 15.733333° и. д.), п-ов Земя Сьоркап (в най-южната част на остров Западен Шпицберген) и протока Стур фиорд. Вторично открива о-вите Земя Крал Карл (78°55′ с. ш. 28°20′ и. д. / 78.916667° с. ш. 28.333333° и. д.).
През юли 1868 г. провежда четвърта експедиция на архипелага на кораба „София“. Подробно картира Ис фиорд и протока Форлансунет, а на северното му крайбрежие – Вуд фиорд (79°30′ с. ш. 13°45′ и. д. / 79.5° с. ш. 13.75° и. д.) и западното му разклонение Лифде фиорд. Изследва и съставя точна карта на Мечия остров. От Шпицберген се отправя на изток, в района на Хилядите острови. Там среща непробиваеми ледове, връща се обратно, оставя на брега група учени да провеждат полеви изследвания, а самия той прави опит да достигне северното крайбрежие на Гренландия. Опитът му се оказва напразен заради тежките непробиваеми ледове. Връща се до Шпицберген и тръгва на север като достига до 81º 42` с.ш. и след като се убеждава, че по-нататък е невъзможно плаването, се връща на Шпицберген, прибира групата на учените и се завръща в Швеция.
През 1870 г. провежда изследвания в западните вътрешни райони на Гренландия и се опитва да проникне във вътрешността на острова, но изминавайки за една седмица едва 50 км е принуден да върне обратно.
През 1872 г. Норденшелд организира полярна експедиция на три кораба, която е запланувано да зимува на входа на Вейде фиорд и да създаде първата шведска полярна станция на Шпицберген. Доставени са сглобяеми домове, оборудване, продоволствие за бъдещата станция и персонал от 67 души, които зимуват на новосъздадената база. По време на зимуването двама от тях умират поради недохранване. В началото на май 1873 с 10 спътника, три шейни и две лодки се отправя на север за покоряване на Северния полюс, но достигайки на 16 май до най-северния остров на архипелага се убеждава, че е невъзможно по-нататъшното придвижване.
Групата се придвижва до нос Платен (80°31′ с. ш. 22°48′ и. д. / 80.516667° с. ш. 22.8° и. д.) и от там изследва северното крайбрежие на остров Североизточна Земя и пръв пресича от североизток на югозапад до Валенберг фиорд (79°45′ с. ш. 20°40′ и. д. / 79.75° с. ш. 20.666667° и. д.) Източното Ледено поле (втория по площ ледник в Европа, след този на Северния остров на Нова земя).

### Експедиции към Сибир (1874, 1875 и 1876)
През 1874 г. плава с търговски кораб до устието на Об покрай северното крайбрежие на Европа.
През 1875 г. със средствата на шведския капиталист Оскар Диксон и руския Михаил Константинович Сидоров организира и възглавява експедиция на шхуната „Превен“ (43 т) до устието на Енисей. През протока Югорски Шар „Превен“ преминава в Карско море, заобикаля п-ов Ямал и достига до устието на Енисей. Във входа на Енисейския залив, на малкия остров Диксон открива удобен залив (73°29′ с. ш. 80°34′ и. д. / 73.483333° с. ш. 80.566667° и. д.), който също нарича Диксон.
През 1876 г. повтаря плаването си до Енисей на кораба „Имер“ (600 т), като този път преминава в Карско море през протока Маточкин Шар.

### Експедиция на „Вега“ (1878 – 1880)
През 1878 г. на оборудвания с платна параход „Вега“ (357 т) Норденшелд се отправя в плаване към Тихия океан покрай бреговете на Евразия. Средствата за тази образцова подготвена експедиция са предоставени от руския милионер Александър Михайлович Сибиряков, шведския крал Оскар II и отново от Оскар Диксон. Капитан на кораба е Арнолд Паландер.
На 4 юли 1878 г. „Вега“ напуска Гьотеборг, спира в норвежкото пристанище Тромсьо и взема курс на изток. „Вега“ се придружава на този етап от плаването си от параходите „Фразер“, „Лена“ и „Експрес“. Флотилията преминава покрай Нова Земя, през протока Югорски Шар, на 1 август навлиза в Карско море и хвърля котва в залива Диксон. Тук „Фразен“ и „Експрес“ се отправят към Енисей, а „Вега“ и „Лена“ на 10 август продължават на изток. На 19 август двата кораба заобикалят нос Челюскин и на 29 август достигат до устието на Лена, където се разделят. „Лена“ се отправя нагоре по реката, а „Вега“ продължава на изток към Колима и Чукотка. На изток от устието на Колима ледовете създават все по-големи трудности и на 28 септември корабът е затиснат от ледовете в района на Колючинския залив, на северното крайбрежие на Чукотка, само на 250 км от Беринговия проток. Налага се зимуване.
На 18 юли 1879 г. „Вега“ се освобождава от ледения плен и продължава плаването си към Беринговия проток, където Норденшелд в знак на справедливост към откривателя на най-източната точка на Евразия преименува нос Североизточен на нос Дежньов. После през Йокохама, Суецкия канал и Неапол, вечерта на 24 април 1880 г., „Вега“ се завръща благополучно в Стокхолм, където е посрещната с пушечни залпове.

## Последни години (1880 – 1901)
След завръщането си от плаването Норденшелд става световна знаменитост. За първи път в историята на мореплаването на „Вега“ под началството на Норденшелд и под командването на Паландер е извършено плаване покрай целия Европейско-Азиатски континент (Евразия) с едно принудително зимуване в ледовете. Отчета от плаването е преведено на всички европейски езици, а самия Норденшелд издава в пет тома с подробно изложение на научните изследвания проведени по време на плаването.
През 1873 г. провежда последната си експедиция. Изследва западните, вътрешни райони на Гренландия, като прониква на 117 км в континенталния ледник, а двама от неговите спътници – още по на изток – на 185 км от за падния бряг. След това, до края на живота си Норденшелд е избиран за народен представител в Шведския парламент. Участва в подготовката на експедиция до Антарктида, но разклатеното му здраве не му позволява да осъществи намеренията си.
Умира на 12 август 1901 година в град Далбю на 69-годишна възраст, като гражданин на света, национален герой на Швеция и горещ привърженик за независимост на Финландия.

## Памет
Неговото име носят:
- архипелаг Норденшелд в Карско море, край северозападния бряг на п-ов Таймир;
- залив Норденшелд (75°21′ с. ш. 57°34′ и. д. / 75.35° с. ш. 57.566667° и. д.) на Баренцово море, на западното крайбрежие на Северния остров на Нова земя;
- залив Норденшелд (80°33′ с. ш. 45°20′ и. д. / 80.55° с. ш. 45.333333° и. д.), на югозападния бряг на остров Земя Александър, в архипелага Земя на Франц Йосиф;
- залив Норденшелд (80°23′ с. ш. 21°33′ и. д. / 80.383333° с. ш. 21.55° и. д.), на северното крайбрежие на остров Североизточна земя, в архипелага Шпицберген;
- Земя Норденшелд (78°10′ с. ш. 15°45′ и. д. / 78.166667° с. ш. 15.75° и. д.), в югозападната част на остров Западен Шпицберген, в архипелага Шпицберген;
- ледник Норденшелд, на западния бряг на Гренландия, спускащ се в залива Мелвил;
- ледник Норденшелд (78°40′ с. ш. 17°02′ и. д. / 78.666667° с. ш. 17.033333° и. д.), на остров Западен Шпицберген, стичащ се в Биле фиорд;
- ледник Норденшелд (80°34′ с. ш. 45°22′ и. д. / 80.566667° с. ш. 45.366667° и. д.), на югозападния бряг на остров Земя Александър, в архипелага Земя на Франц Йосиф;
- нос Норденшелд (71°21′ с. ш. 92°57′ з. д. / 71.35° с. ш. 92.95° з. д.), на източния бряг на п-ов Бутия, в Канадския арктичен архипелаг;
- нос Норденшелд (74°53′ с. ш. 85°13′ и. д. / 74.883333° с. ш. 85.216667° и. д.), най-северната точка на остров Диабазов, в шхерите Минин, в Карско море;
- нос Норденшелд (72°54′ с. ш. 52°58′ и. д. / 72.9° с. ш. 52.966667° и. д.), на западния бряг на Южния остров на Нова земя;
- остров Норденшелд (72°40′ с. ш. 22°29′ з. д. / 72.666667° с. ш. 22.483333° з. д.), край източния бряг на Гренландия;
- остров Норденшелд (79°13′ с. ш. 19°24′ и. д. / 79.216667° с. ш. 19.4° и. д.), в архипелага Шпицберген, между островите Западен Шпицберген и Североизточна земя;
- о-ви Норденшелд (68°28′ с. ш. 100°50′ з. д. / 68.466667° с. ш. 100.833333° з. д.), в Канадския арктичен архипелаг;
- река Норденшелд (устие, 62°06′ с. ш. 136°18′ з. д. / 62.1° с. ш. 136.3° з. д.), в Канада, територия Юкон, ляв приток на река Юкон;
- река Норденшелд (устие, 68°52′ с. ш. 98°22′ з. д. / 68.866667° с. ш. 98.366667° з. д.), в западната част на остров Кинг Уилям, в Канадския арктичен архипелаг;
- фиорд Норденшелд (82°39′ с. ш. 45°46′ з. д. / 82.65° с. ш. 45.766667° з. д.), на море Линкълн, на северното крайбрежие на Гренландия.

## Съчинения
- „Vega-expeditionens vetenskapliga Jakttagelser“, (bd 1 – 5, 1882 – 87);
- „Periplus“, Stockholm, 1897;
- „Facsimile atlas“, Stockholm, 1889. – Periplus, Stockholm, 1897.